# Selene dorsalis
Selene dorsalis é uma espécie de peixe pertencente à família Carangidae.
A autoridade científica da espécie é Gill, tendo sido descrita no ano de 1863.

## Portugal
Encontra-se presente em Portugal, onde é uma espécie nativa.
Os seus nomes comuns são corcovado, corcovado-africano ou mussolini.

## Descrição
Trata-se de uma espécie marinha. Atinge os 38 cm de comprimento total nos indivíduos do sexo masculino.